# Domingo Lorenzo Rodríguez
Domingo Lorenzo Rodríguez (11 de novembre de 1954) és un polític valencià, alcalde de la Vall d'Uixó diputat al Congrés dels Diputats en la XI i XII legislatures.
És llicenciat en Dret i té màsters en Prevenció de Riscos Laborals. Ha estat funcionari de l'escala executiva del Cos Nacional de Policia. Durant la dècada del 1980 va estar destinat a València i formà part de la Brigada Regional de Madrid de la Policia Judicial, implicada en la desaparició de Santiago Corella Ruiz el nani. Tot i que mai no fou acusat sí que va declarar en el judici.
Posteriorment ha treballat com a director adjunt de prevenció i seguretat d'El Corte Inglés. Després del procés de primàries fou escollit candidat de Ciudadanos a la província de Castelló i fou elegit diputat a les eleccions generals espanyoles de 2015 i 2016.